# تشارلز شامبين
تشارلز شامبين هو قاضي وسياسي كندي، ولد في 16 أكتوبر 1838، وتوفي في 22 ديسمبر 1907 في مونتريال في كندا. نشط حزبياً في Conservative Party of Quebec (historical) ‏. وقد انتخب عضو الجمعية الوطنية في كيبك ‏.